# کامپولاتارو
کامپولاتارو (به ایتالیایی: Campolattaro) یک کومونه در ایتالیا است که در استان بنونتو واقع شده‌است.

## خصوصیات
کامپولاتارو ۱۷٫۵ کیلومترمربع مساحت و ۱٬۱۰۱ نفر جمعیت دارد و ۴۳۰ متر بالاتر از سطح دریا واقع شده‌است.